# Myrne (rejon melitopolski)
Myrne (ukr. Мирне) – osiedle typu miejskiego na Ukrainie w rejonie melitopolskim obwodu zaporoskiego.

## Historia
Status osiedla typu miejskiego posiada od 1987.
W 1989 liczyła 3421 mieszkańców.
W 2013 liczyła 3086 mieszkańców.